# Horst Kutscher
Horst Kutscher (5 juillet 1931 – 15 janvier 1963) est un apprenti charbonnier est-allemand et la 36e personne à mourir en tentant de franchir le mur de Berlin pour passer de Berlin-Est à Berlin-Ouest.

## Biographie
Né le 5 juillet 1931 à Treptow, il est le quatrième de 13 enfants d'un ingénieur en mécanique et d'une marchande de fleurs.
En avril 1956, il s'enfuit en Allemagne de l'Ouest, suivi plus tard par sa femme et ses enfants. Un an plus tard, lui et sa famille retournent à Berlin-Treptow. Il travaille comme « passeur de frontière (en) » vers l'Ouest jusqu'à la fermeture de la frontière en août 1961.
Le 15 janvier 1963, à la frontière près de la Rudower Strasse, à la limite du secteur entre Berlin-Treptow et Berlin-Neukölln, Kutscher se faufile sous la clôture de barbelés puis le long des tranchées de sécurité sur 25 mètres lorsqu'il est abattu d'un tir à la tête,.
Après l'effondrement de l'Allemagne de l'Est, l'ex-femme de Kutscher est citée comme témoin au procès (Mauerschützenprozesse (de)) du garde qui avait tiré sur Kutscher. En août 1997, celui-ci est condamné à un an et trois mois de prison avec sursis.